# Oluf Andersen
Oluf Folmer Andersen, född 22 december 1941 i Århus, död 4 november 2023 i Mölndal, var en dansk-svensk neurolog och professor vid Sahlgrenska Universitetssjukhuset.   

## Biografi
Oluf Andersen föddes i Århus men växte upp i Köpenhamn. Efter studentexamen vid Vestre Borgerdydskole i Köpenhamn bestämde sig Andersen för att bli läkare.

### Utbildning
Andersen tog läkarexamen med laudabile vid Köpenhamns universitet 1968. Samma år flyttade han till Göteborg för att påbörja sin utbildning till neurologspecialist och forskare hos professor Tore Broman vid Neurologiska kliniken vid Sahlgrenska sjukhuset. 1976 blev han specialistläkare i neurologi i Sverige och Danmark. Han blev medicine doktor 1980 med en avhandling baserad på data från 10 års uppföljning av drygt 300 personer som insjuknat i multipel skleros (MS), detta gigantiska pionjärarbete låg till grund för ett stort antal publikationer och flera avhandlingsarbeten med internationellt erkännande.    
Andersen var Research Fellow vid Department of Neurology vid UCLA 1985; samma år utsågs han till docent i neurologi vid Göteborgs universitet; samtidigt var han överläkare vid Neurologiska kliniken, Sahlgrenska Universitetssjukhuset 1980–2010.

### Yrkesverksamhet
Andersen blev adjungerad professor vid Sahlgrenska akademin 2002, första professor i allmän neurologi med inriktning på MS. En huvudinriktning i hans forskning har varit att finna samband mellan virusinfektioner och MS. Han var huvudhandledare åt 10 doktorander vid Sahlgrenska Akademin; hans  epidemiologiska, serologiska och molekylärbiologiska forskning har kunnat bevisa att Epstein Barr virus, ett herpesvirus, är en starkt bidragande faktor till att utveckla MS.
2015 belönades han av Svenska Läkaresällskapet med David Ingvar-priset för sina forskningsinsatser.
Oluf Andersen bidrog till att förbättra diagnostiken och terapin av mycket ovanliga och svåra sjukdomstillstånd. Han var först att behandla familjär amyloid polyneuropati, i Sverige ofta kallad Skelleftesjukan, med levertransplantation.
Redan 1984 beskrev Oluf Andersen den sällsynta neurologiska sjukdomen HDLS, Hereditary diffuse leukoencephalopathy with spheroids. Sjukdomen visade sig finnas i en släkt i Göteborgstrakten, och senare deltog en av Oluf Andersens doktorander i arbetet på Mayokliniken i USA som ledde till identifieringen av en gen som är kopplad till sjukdomen.
Som överläkare vid Sahlgrenska Universitetssjukhuset kunde Oluf Andersen bistå i utredning av ett mord orsakat av talliumförgiftning, känt i Sverige som ”filmjölksmordet”.
Under nästan hela sin yrkesverksamma tid var Oluf Andersen engagerad i Neuroförbundet. Han blev tidigt konsultläkare för rehabiliteringsenheten Strannegården på Onsalahalvön, styrelserepresentant i Dolores och John Johanssons stiftelse, styrelsemedlem och rådgivare i Stiftelsen Göteborgs MS-förenings Forsknings- och Byggnadsfonder. Oluf Andersen tillhörde den generationens universitetsläkare där klinik, forskning, undervisning, handledning och patientomhändertagande inte hade några gränser. Besöken hos honom kunde ibland ske på sena kvällar och man fick intryck av att han tillbringade mer eller mindre all sin tid på sjukhuset.

### Familj
Han var sedan 2008 gift med Christiane Andersen, professor i tysk språkvetenskap vid Göteborgs universitet.